# Knut Hallvard Eikrem
Knut Hallvard Eikrem (30 dicembre 1958) è un ex calciatore norvegese, di ruolo difensore.

## Biografia
È il padre di Magnus Wolff Eikrem, anch'egli calciatore.

## Carriera

### Club
Giocò per il Molde dal 1983 al 1990.